# Pargny-Resson
Pour les articles homonymes, voir Pargny (homonymie) et Resson.
Pargny-Resson est une commune associée de Rethel et une ancienne commune française, située dans le département des Ardennes en région Grand Est.
En 1973, elle a été associée à la commune de Rethel.

## Géographie
La commune avait une superficie de 6,36 km2

## Histoire
Cette commune des Ardennes a été créée en 1828 par la fusion des communes de Pargny et de Resson.
Par arrêté préfectoral du 20 décembre 1973, la commune de Pargny-Resson est rattachée, le 29 décembre 1973, à la commune de Rethel, par fusion-association.

## Politique et administration

### Liste des maires
| Période                                  | Période | Identité | Étiquette | Qualité |
| ---------------------------------------- | ------- | -------- | --------- | ------- |
| 1876                                     |         | Misset   |           |         |
| Les données manquantes sont à compléter. |         |          |           |         |

### Liste des maires délégués
| Période                                  | Période  | Identité             | Étiquette | Qualité                     |
| ---------------------------------------- | -------- | -------------------- | --------- | --------------------------- |
| Les données manquantes sont à compléter. |          |                      |           |                             |
| Juillet 2020                             | En cours | Georgette Truchassou |           | Adjointe au Maire de Rethel |

## Démographie
| 1793 | 1800 | 1806 | 1821 | 1831 | 1836 | 1841 | 1846 | 1851 |
| ---- | ---- | ---- | ---- | ---- | ---- | ---- | ---- | ---- |
| 272  | 316  | 325  | 309  | 338  | 318  | 319  | 332  | 331  |

| 1856 | 1861 | 1866 | 1872 | 1876 | 1881 | 1886 | 1891 | 1896 |
| ---- | ---- | ---- | ---- | ---- | ---- | ---- | ---- | ---- |
| lac. | lac. | 297  | 207  | 284  | 273  | 264  | 239  | 222  |

| 1901 | 1906 | 1911 | 1921 | 1926 | 1931 | 1936 | 1946 | 1954 |
| ---- | ---- | ---- | ---- | ---- | ---- | ---- | ---- | ---- |
| 210  | 227  | 174  | 230  | 223  | 197  | 180  | 156  | 174  |

| 1962 | 1968 | 1975 | 1982 | 1990 | 1999 | 2008 | 2013 | - |
| ---- | ---- | ---- | ---- | ---- | ---- | ---- | ---- | - |
| 182  | 177  | -    | -    | 203  | 196  | 270  | 247  | - |

Histogramme

(élaboration graphique par Wikipédia)

## Culture et patrimoine

### L'église Saint-Pierre
Le gisant de Charles-Albert de Fuchsamberg avec les blasons de Fuchsamberg et de Saint-André, son épouse . Cy gist haut et pvissant seignevr messire Charles Albert Renart de Fuchsamberg commandeur de l'ordre de notre dame de mont carmel et de st-Lazarre de Ierusale marquis darson comte de Montcy seignevr de Vrigne aux bois Tendrecovrt st Balle et le favcon de Raillicovrt Rubigny et Wadimont grand maitre des eavës et foretts de France avx departemens de Champagne Metz Lorraine Luxembourg et Alsace govverneur povr le roy de la ville de Rethel Mazarin qui deceda en son chasteav d'Arson le mardi 17 octobre 1702 aagé de 67 ans .

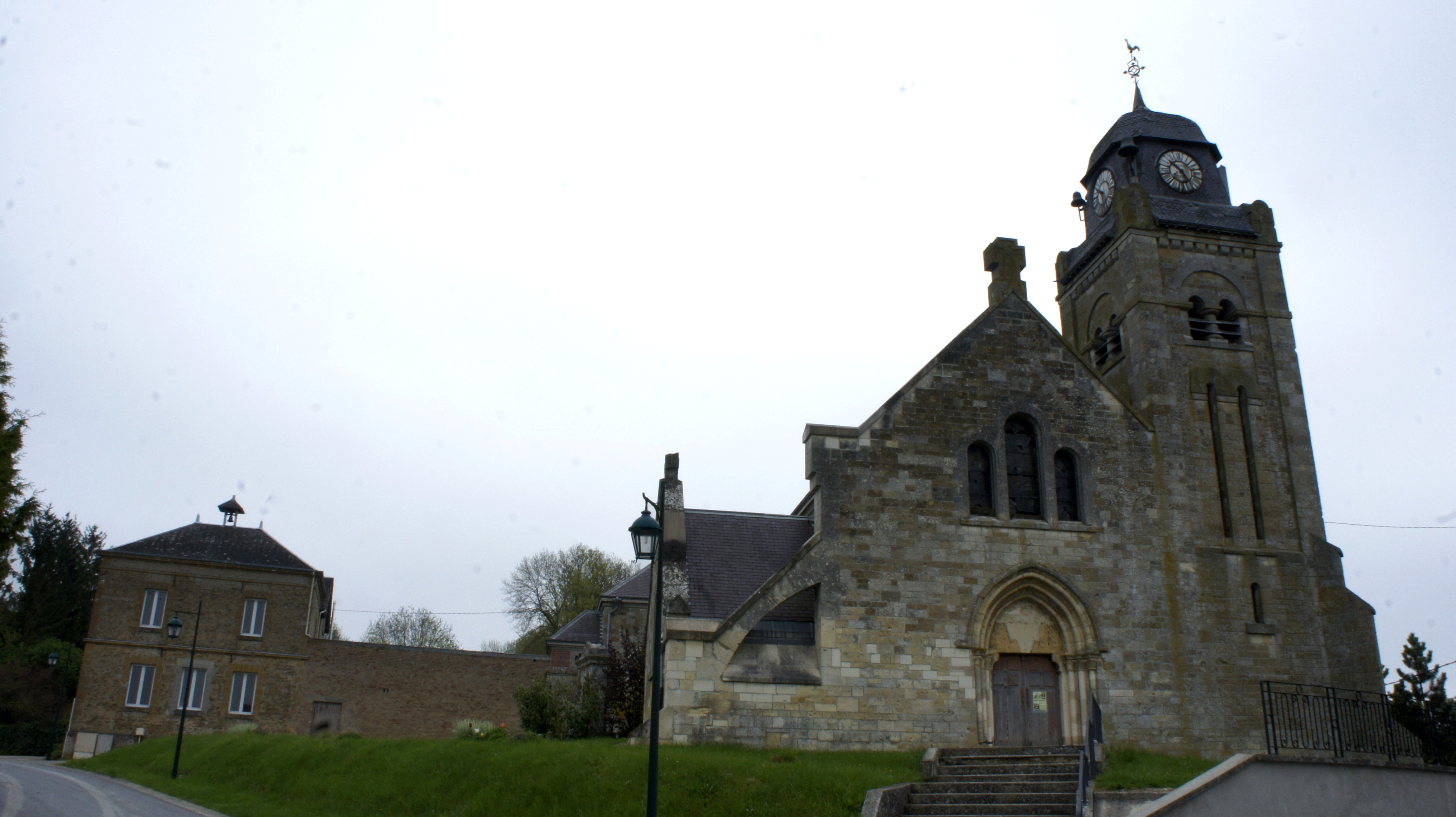
Mairie et l'église à Pargny
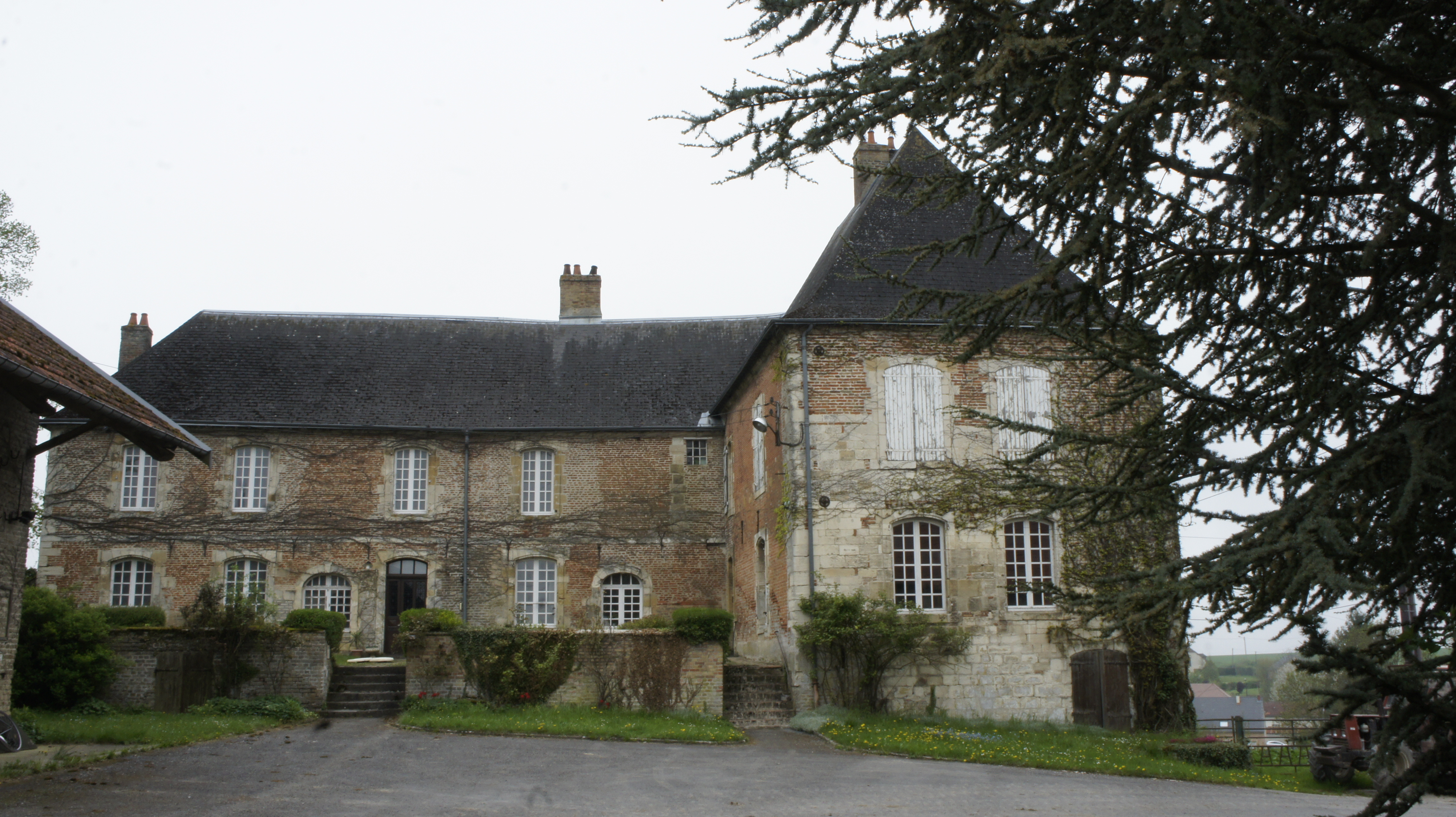
Château à Resson

### Personnalités liées à la commune
Les familles Boutillac et, de Fuchsamberg  et d'Escanevelles étaient seigneurs à Resson.